# 邪惡影像
邪惡影像（英語：Wicked Pictures），是美國的一家著名成人電影工作室，總部位於加州卡諾加帕克，2006年，被路透社描述為少數主宰美國色情產業的工作室。自2004年以來，它是唯一一家堅持保險套政策的異性戀影片工作室。

## 公司歷史
史蒂夫·奧倫斯坦（Steve Orenstein）在布瑞德·威理斯（Brad Willis）和辛西亞·威理斯（Cynthia Willis）的協助下於1993年成立了邪惡影像，在此之前他曾是性奮視像公司（X-Citement Video）的一位合作夥伴，後來對電影製作的創意方面產生了興趣。在第一年裡，邪惡影像獲得了幾個產業大獎而奧倫斯坦簽下雀希·蓮恩成為其第一位「邪惡女孩」（Wicked Girl）。公司在1995年簽了第二位邪惡女孩珍娜·詹姆森。在邪惡影像的包裝宣傳下，詹姆森成為唯一一位於同一年在成人影帶新聞獎上獲得最佳新人、最佳女主角及最佳性愛場景的女演員。1997年，邪惡影像聘請了布萊德·阿姆斯壯替換了其後轉為導演的喬納森·摩根作為監製。
2000年，與California Exotic Novelties製作成人玩具品牌並以邪惡影像的名字命名。
截至2004年年底，邪惡影像總共獲得71個AVN獎項以及2005年早春時分並在年底獲得62個AVN獎項，簽約大衛·史丹利（David Stanley）成為另一位合約監製。
2006年，邪惡影像簽下蘭迪·斯皮爾斯以及法蘭索瓦·庫洛索（François Clousot），並憑藉《德州電鋸殺人狂AV版》獲得了高畫質成人影帶新聞獎，之後這部電影在2007年的成人影帶新聞獎上也獲得許多獎項。同年年底，邪惡影像已獲得102個AVN獎項。
2010年10月，當演員被驗出人類免疫缺乏病毒的陽性反應時，邪惡影像向媒體宣布會停止影片拍攝。

## 獎項
以下為邪惡影像所獲得的主要獎項摘錄：
- 1994 成人影帶新聞獎 - 最佳影片劇情 － Haunted Nights [7]
- 1996 成人影帶新聞獎 - 最佳電影 － Blue Movie[7]
- 1998 成人影帶新聞獎 - 最佳小作品 － Heart & Soul [7]
- 2001 成人影帶新聞獎 - 年度最暢銷影片 － Dream Quest [7]
- 2001 成人影帶新聞獎 - 年度最熱門出租影片 － Dream Quest [7]
- 2002 成人影帶新聞獎 - 最佳影片劇情 － Euphoria [7]
- 2003 成人影帶新聞獎 - 最佳DVD － Euphoria [7]
- 2004 成人影帶新聞獎 - 最佳影片劇情 － Beautiful [7]
- 2007 成人影帶新聞獎 - 最佳電影 － Manhunters [7]
- 2008 成人影帶新聞獎 - 最佳性喜劇 － Operation: Desert Stormy[8]
- 2010 成人產業獎（英语：XBIZ Award） - 年度色情工作室（觀眾票選） [9]
- 2011 成人產業獎 - 年度劇情片工作室 [9]
- 2011 成人產業獎 - 年度最佳劇情片 － Speed [9]
- 2012 成人產業獎 - 最佳藝術指導 － The Rocki Whore Picture Show: A Hardcore Parody[10]
- 2012 成人產業獎 - 年度最佳特色 － Jessica Drake's Guide to Wicked Sex: Anal Edition[10]
- 2012 成人產業獎 - 年度全黑人發行 － A Touch of Seduction[10]
- 2012 成人產業獎 - 年度歐洲劇情 － Les Filles de la Campagne[10]
- 2013 成人影帶新聞獎 - 最佳名人性愛錄像帶 － Octomom Home Alone[11]
- 2013 成人產業獎 - 年度發行最佳戲仿 - 劇情 － Inglorious Bitches[12]
- 2013 成人產業獎 - 年度全女性發行 － Girls With Girls[12]
- 2014 成人產業獎 - 年度最佳劇情片 － Underworld[13]
- 2014 成人產業獎 - 最佳攝影 － Underworld[13]
- 2014 成人產業獎 - 最佳藝術指導 － Underworld[13]
- 2014 成人產業獎 - 最佳特效 － Underworld[13]
- 2014 成人產業獎 - 最佳剪輯 － Underworld[13]
- 2015 成人產業獎 - 年度發行最佳戲仿 - 劇情（Cinderella XXX: An Axel Braun Parody）[14]
- 2015 成人產業獎 - 年度特別發行（Jessica Drake's Guide to Wicked Sex: Plus Size）[14]
- 2016 成人產業獎 - 年度發行最佳戲仿（Batman v. Superman XXX: An Axel Braun Parody）[15]

## 邪惡女孩

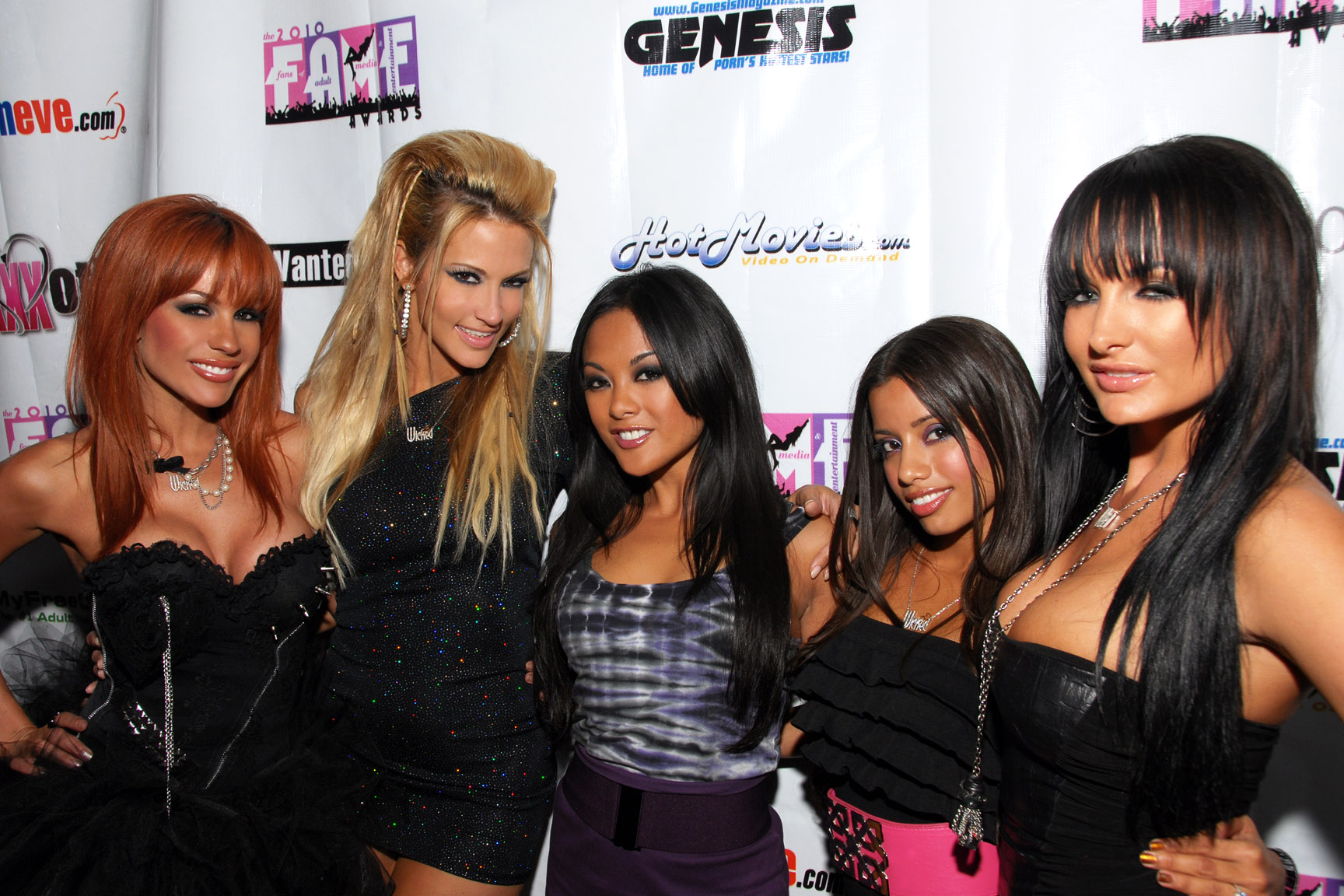
2010年邪惡影像簽約的部分色情女星，由左至右分別為克絲汀·普萊斯、傑西卡·德里克、凱拉妮·蕾、盧佩·芳德斯和亞莉特克拉·布魯

### 現在專屬女星[16][17]
- 史多美·丹尼爾（2002 - ）[18]
- 傑西卡·德里克（2003 - ）[19]
- 阿薩·阿基拉（2013 - ）[20]
- 艾登·艾希莉（2013 - ）[21]
- 萊莉·斯蒂爾（2013 - ）[21]

### 過去專屬女星
- 雀希·蓮恩（英语：Chasey Lain）[22]（1993 - 1995）
- 珍娜·詹姆森[23]（1995 - 2000）[24][25]
- Serenity（英语：Serenity (actress)）[26]（1996 - 2001）
- Missy（英语：Missy (actress)）[27]（1997 - 1999）
- 史蒂芬妮·絲威夫特（英语：Stephanie Swift）[28]（1997 - 2002）
- Temptress[29]（1998 - 2000）
- 德文·蓮恩（英语：Devinn Lane）[30]（2000 - 2005）
- 席德妮·斯蒂爾（英语：Sydnee Steele）[31]（2001 - 2003）[32]
- 茱莉亞·安[33]（2001[34]- 2004, 2006 - 2007[35]）
- 凱莉·賽柏（英语：Keri Sable）（2005）[36][37][38]
- 卡門·哈特（英语：Carmen Hart）（2005 - 2007）[39]
- 克絲汀·普萊斯（2005 - ??）[39][40]
- 麥卡拉·曼德茲[41]（2008 - 2009）[42]- 工作室簽約的第一位拉丁裔演員[43][44]
- 盧佩·芳德斯（2010 - 2011）[45]
- 亞莉特克拉·布魯[41]（2008 - 2013）[43][44][46]
- 凱拉妮·蕾（英语：Kaylani Lei）[40]（2003 - 2005, 2007 - 2015）
- 莎曼珊·森特（2012 - 2015）[來源請求]

## 外部連結
- 官方网站
- 互联网电影数据库上邪惡影像的资料（英文）
- 邪惡影像 （页面存档备份，存于） - 在AVN網路媒體（英语：AVN Media Network）的公司簡介